# Adaptive Server Enterprise
Adaptive Server Enterprise (ASE) – system zarządzania relacyjnymi bazami danych w heterogenicznych środowiskach informatycznych, stworzony przez firmę Sybase. Przeznaczony jest dla dużych korporacji i obsługuje internetowe portale informacyjne, transakcje rozproszone, XML i usługi sieciowe. Zapewnia technologię dostępu oraz przenoszenia danych, obsługę rozproszonych transakcji i zapytań pomiędzy bazami danych Sybase i innych dostawców.